# Circoniscus apeuensis
Circoniscus apeuensis is een pissebed uit de familie Scleropactidae. De wetenschappelijke naam van de soort is voor het eerst geldig gepubliceerd in 1967 door Lemos de Castro.